# ألعاب الفيديو في 1971

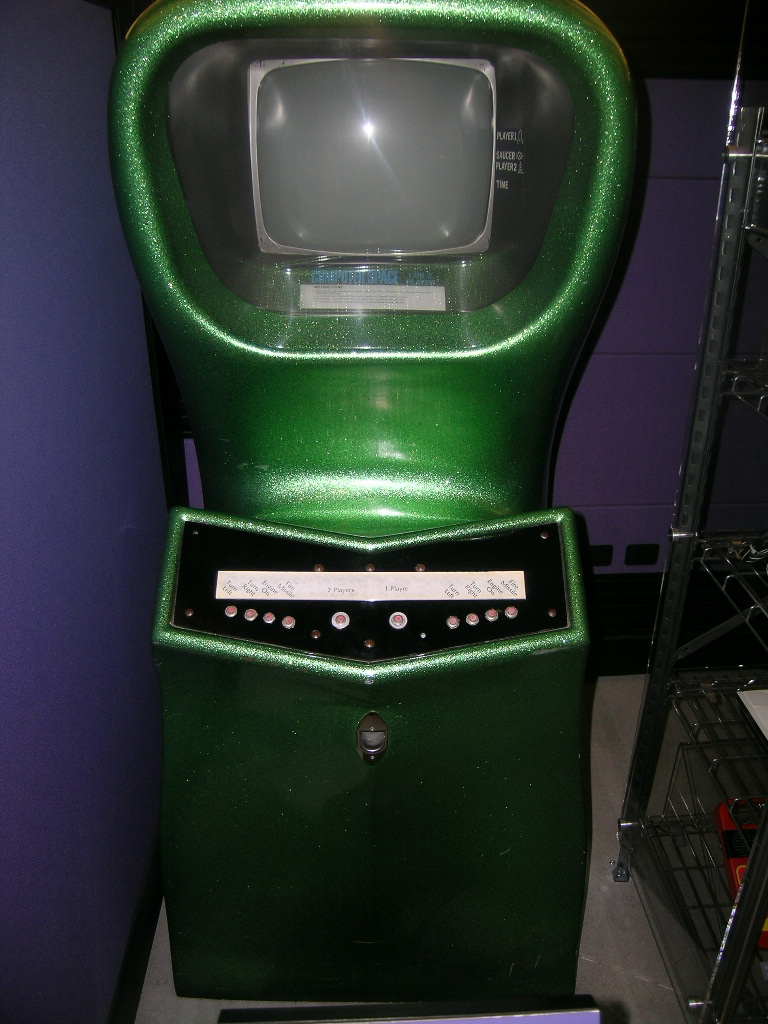
أُصدرت كومبيوتر سبيس في 1971.

في بداية السبعينيات، بدأت ألعاب الفيديو بالظهور على أنها اختراع يمرره المبرمجون والتقنيون لهم وصول بالحاسوب، بالمقام الأول في مؤسسات البحث والشركات الكبيرة. انتقل تاريخ ألعاب الفيديو إلى حقبة جديدة في هذا العقد، بصعود صناعة ألعاب الفيديو التجارية.

## إصدارات الألعاب

### نوفمبر
- كومبيوتر سبيس[1]
- لعبة المجرة[2]